# Armas anticarro
As armas anticarro são os vários tipos de armas especialmente projetadas para a destruição de carros de combate ou outros veículos blindados. Popularmente, mas incorretamente, são frequentemente designadas "armas antitanque". Também chamadas de RPG ou Bazuca, elas tem um poder de destruição tão focado para essa especificação. Elas podem ser fixas ou móveis, a partir do ano de 1938, no início da Segunda Guerra Mundial, eles deixaram de ser fixos, e passaram a ser móveis, para evitar serem atingidos pela artilharia, principalmente dos Kamikazi.

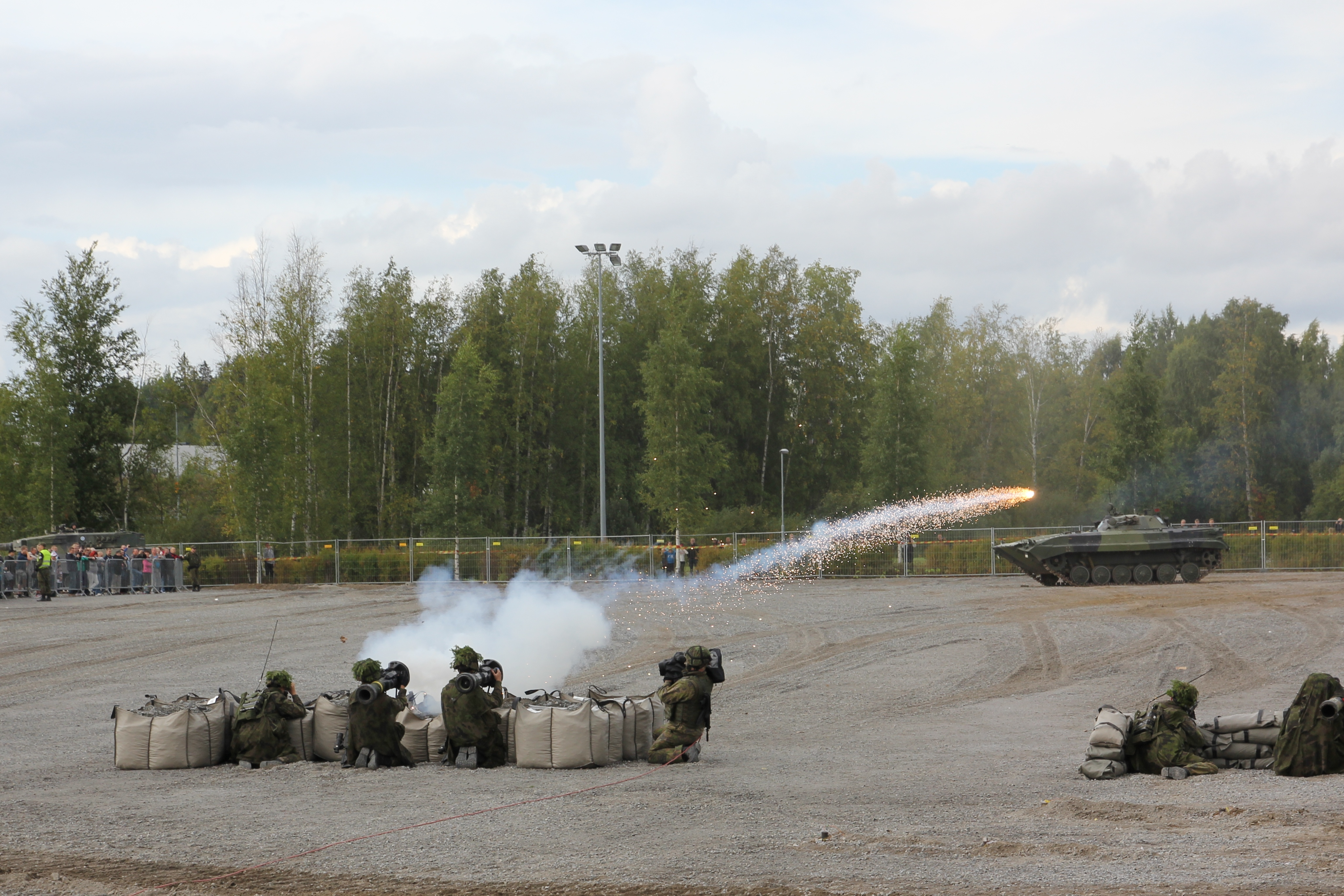
Disparo de um lançador anti-blindado NLAW, de fabricação britânica.

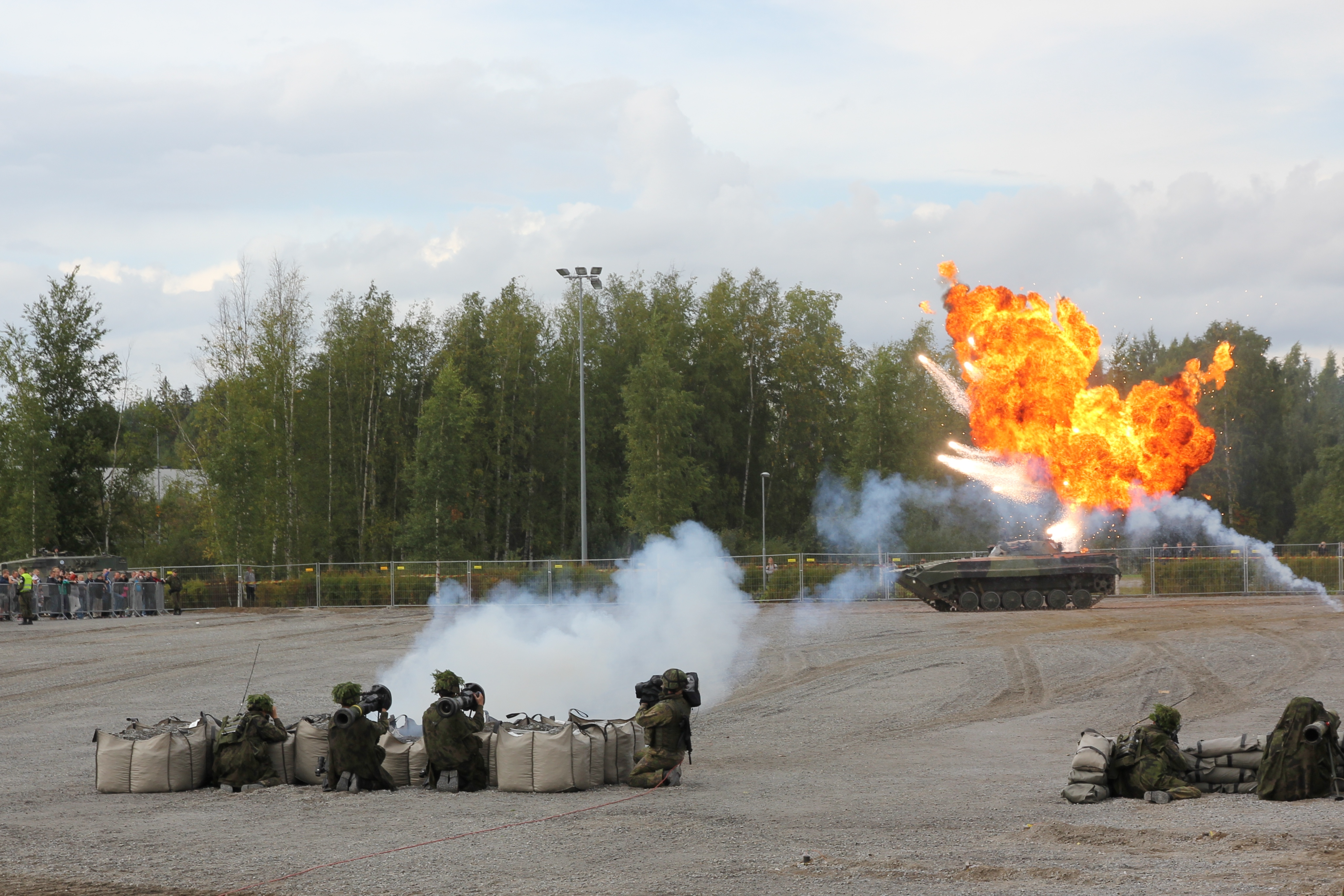
Um projétil disparado por um NLAW acertando acima de um blindado.

Alguns tipos de armas anticarro:
- Canhões sem recuo
- Bazuca
- Lança-granadas
- Panzerschreck
- Mísseis anticarro
- Minas anticarro